# Ali Yavar Jung
Nawab Ali Yavar Jung (* 16. Februar 1905 in Hyderabad, Indien; † 11. Dezember 1976 in Bombay) war ein indischer Diplomat und Politiker.

## Leben
Er studierte am Queen’s College in Oxford und 1927 in Paris. Von 1945 bis 1946 und von 1948 bis 1952 war er Kanzler der Osmania University. Von 1952 bis 1954 war er Botschafter in Buenos Aires. Von 1954 bis 1958 war er Botschafter in Kairo. Von 1958 bis 1961 war er Botschafter in Belgrad und war bei der Regierung in Athen akkreditiert. Von 1961 bis 1965 war er Botschafter in Paris. Von 1968 bis 1970 war er Botschafter in Washington, D.C. Von 1971 bis 1976 war er Gouverneur von Maharashtra und starb im Amt im Raj Bhavan von Bombay.
| Vorgänger                | Amt                                             | Nachfolger                  |
| ------------------------ | ----------------------------------------------- | --------------------------- |
| Jamshed Burjorji Vesugar | indischer Botschafter in Buenos Aires 1952–1954 | C. P. Ramaswami Iyer        |
| K. Madhava Panikkar      | indischer Botschafter in Kairo 1954–1958        | Kanwal Sibal                |
| Rajeshwar Dayal          | indischer Botschafter in Belgrad 1958–1961      | Rikhi Jaipal                |
| N. Raghavan              | indischer Botschafter in Paris 1961–1965        | Ram Sathe                   |
| Braj Kumar Nehru         | indischer Botschafter in Washington 1968–1970   | Lakshmi Kant Jha            |
| Sohrab Pashotan Kotval   | Gouverneur von Maharashtra 1971–1976            | Ramanlal Maneklal Kantawala |